# Iudicium
Iudicium (latinsky soud) byla bulharská blackmetalová kapela z města Dupnica založená počátkem roku 1995 Vassilem Karakolevem používajícím pseudonym Count Vassilium a Georgi V. Christovem (pseudonym Lord George) jako nástupkyně skupiny Malformation.
V roce 1995 vyšlo první demo The Onset, v roce 1996 pak debutové album s názvem May Will Be September. Druhé album Nocturnal Nebula vyšlo o rok později. V témže roce 1997 vyšla u českého hudebního vydavatelství Shindy Productions kompilační audiokazeta May Will Be September - The Onset a tím výčet tvorby této bulharské skupiny končí.

## Diskografie
Dema
- The Onset (1995)

Studiová alba
- May Will Be September (1996)
- Nocturnal Nebula (1997)

Kompilační alba
- May Will Be September - The Onset (1997) – kompilační audiokazeta